# Zakład żywienia zbiorowego

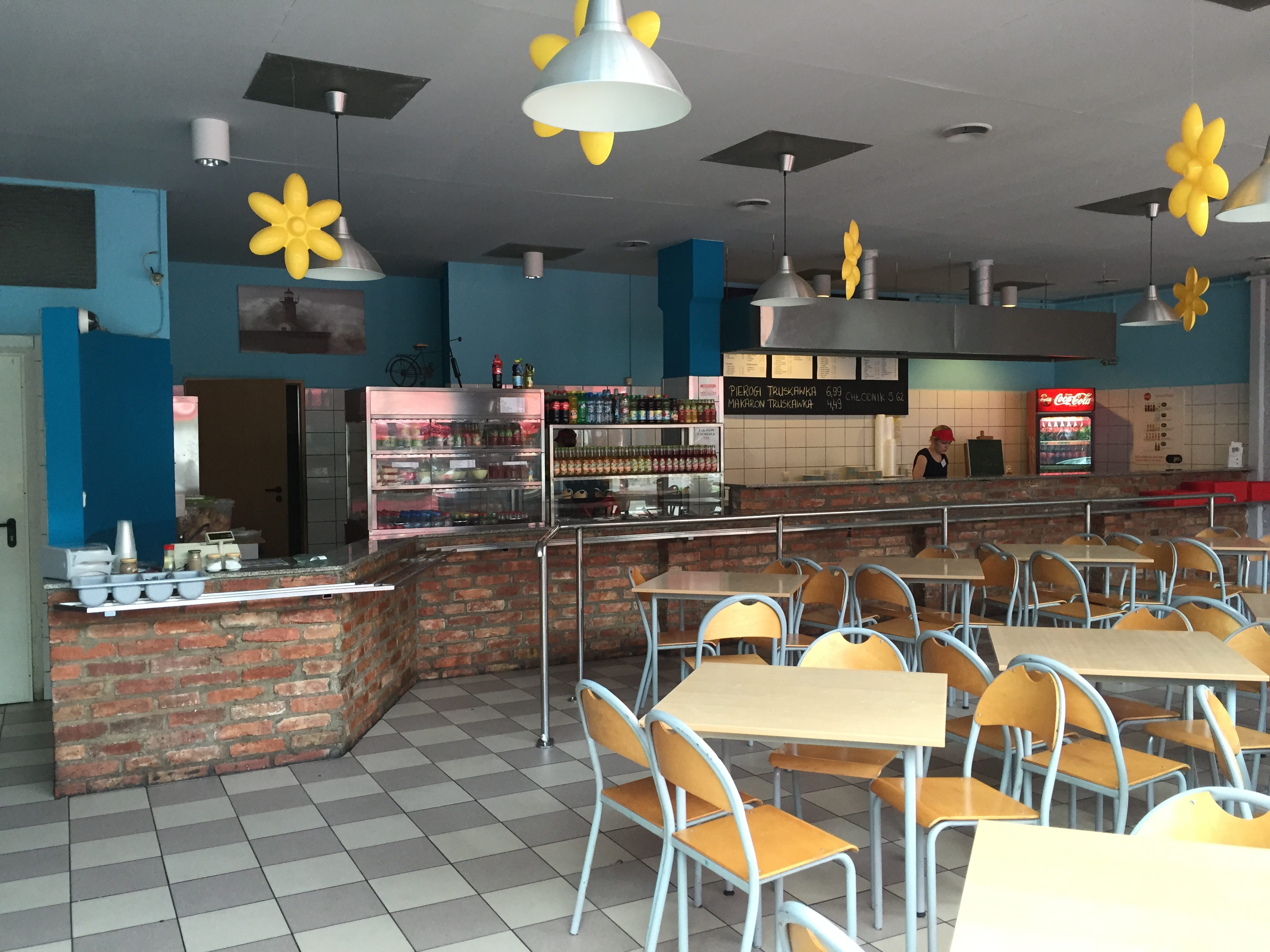
Zakład żywienia zbiorowego

Zakład żywienia zbiorowego – zakłady (w tym pojazdy oraz nieruchome lub ruchome punkty sprzedaży), takie jak restauracje, stołówki, szkoły, szpitale i przedsiębiorstwa świadczące usługi gastronomiczne, w których w ramach prowadzenia działalności gospodarczej przygotowuje się żywność gotową do spożycia przez konsumenta finalnego.
Zakład żywienia zbiorowego typu zamkniętego to zakład wykonujący działalność w zakresie zorganizowanego żywienia określonych grup konsumentów, w szczególności w szpitalach, zakładach opiekuńczo-wychowawczych, żłobkach, przedszkolach, szkołach, internatach, zakładach pracy, z wyłączeniem żywienia w samolotach i innych środkach transportu oraz wojskowych polowych punktów żywieniowych.
Ze względu na presję kultury amerykańskiej oraz jej wpływ na język polski, wszelkie zakłady żywienia zbiorowego określane są nieprawidłowo wspólną nazwą „restauracja”, która w języku polskim zarezerwowana jest wyłącznie dla lokali z pełną obsługą kelnerską.